# Au-delà de l'amour
Pour le téléfilm américain de 1994, voir Au-delà de l'amour (téléfilm).
Pour plus de détails, voir Fiche technique et Distribution.
Au-delà de l'amour (Largo retorno) est un film espagnol réalisé par Pedro Lazaga en 1975.

## Synopsis
Une jeune étudiante Ana fait la rencontre de l'architecte David Ortega lors d'un spectacle d'orchestre et elle en tombe amoureuse. Après plusieurs tentatives, elle réussit à le revoir et ils deviennent inséparables et puis ils se marient. Mais Ana est atteinte d'une terrible maladie, ce qui blesse ce jeune couple qui s'aime à la folie. Étant à deux doigts de mourir, David décide d'hiberner Ana en attendant que la médecine découvre un remède pour la soigner. Puis 40 ans plus tard, la médecine trouve ce fameux remède et David fait réveiller Ana de son long sommeil, mais quelle sera la réaction de la jeune femme lors de son réveil, de ne pas retrouver son Andalousie, le même jeune homme qu'elle a aimé et son ancienne société.

## Fiche technique
- Titre : Au-delà de l'amour
- Titre original : Largo retorno
- Réalisation : Pedro Lazaga
- Scénario : Juan Cobos, Miguel Rubio et Germán Ubillos (roman)
- Musique : Antón García Abril
- Photographie : Francisco Sempere
- Montage : Alfonso Santacana
- Pays :  Espagne
- Langue : espagnol
- Format : couleur
- Durée : 116 minutes
- Genre : Drame, Romance, Science-fiction.
- Date de sortie : 26 mai 1975

## Distribution
- Mark Burns : David Ortega
- Lynne Frederick : Ana Ortega
- Charo Lopez : Irene
- Ricardo Merino : Carlos
- George Rigaud : le Docteur Valls
- Adriano Dominguez : Martin
- Cocha Cuetos : Adela
- Andrés Mejuto : le père d'Anna
- Mayrata O'Wisiedo : la mère d'Anna
- Juan Diego : le Docteur Aguirre
- Fernando Hilbeck : le Docteur Armayor

## Autour du film
- Au début Pedro Lazaga avait songé confier le rôle d'Ana à l'actrice Liza Minnelli, mais il la trouvait trop âgée pour le rôle et il choisit donc Lynne Frederick.
- Dans la version italienne les deux principaux protagonistes portent le nom de Norton et non celui d'Ortega.
- Raúl Juliá avait accepter le rôle de David Ortega mais il souhaitait que le film soit tourner à Porto Rico mais Lazaga refusera et il donna le rôle à Mark Burns.
- Pour beaucoup d'observateurs, ce film est considéré comme le meilleur de Lynne Frederick.